# 彼爾姆人
彼爾姆人，又稱彼爾姆芬蘭人，是一個包括科米人和烏德穆爾特人的芬蘭-烏戈爾人族群，說彼爾姆語支諸語言。以前，Bjarmians這個名字也被用來形容這些人。
彼爾姆人最早居住在卡瑪河中上游地區，稱為大彼爾姆，他們在9世紀時分為科米人和烏德穆爾特人兩個分支。
科米人在13世紀受諾夫哥羅德共和國統治，並在1360-1370年代皈依東正教。在1471-1478年，莫斯科公國征服了他們的土地。在18世紀，俄羅斯當局將大彼爾姆土地的南部開放給殖民者，北部成為流放罪犯和政治犯的地方。
烏德穆爾特人則一直受金帳汗國和喀山汗國韃靼族管治，直到他們的土地割讓給俄羅斯，並在18世紀初他們改信基督教。